# Berthold Auerbach
 (juin 2019).
Si vous disposez d'ouvrages ou d'articles de référence ou si vous connaissez des sites web de qualité traitant du thème abordé ici, merci de compléter l'article en donnant les références utiles à sa vérifiabilité et en les liant à la section « Notes et références ».
Pour les articles homonymes, voir Auerbach.

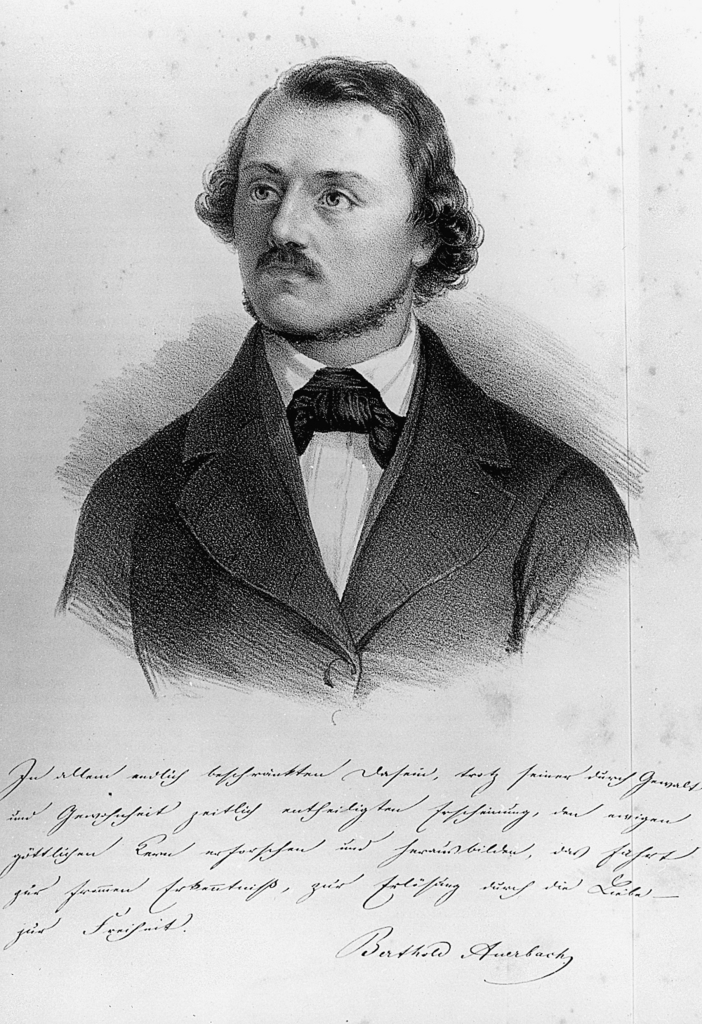
Berthold Auerbach vers 1850, portrait et "autographe".

Moses Baruch Auerbach, dit Berthold Auerbach, né le 28 février 1812 à Horb am Neckar (au lieu-dit Nordstetten) et mort le 8 février 1882 à Cannes, est un écrivain allemand.

## Biographie
Moses (Moyses) Baruch Auerbach est né à Nordstetten (ville aujourd'hui nommée Horb am Neckar) dans le royaume de Wurtemberg. Après avoir étudié la philosophie à Tubingen, Munich et Heidelberg et s'être éloigné du judaïsme orthodoxe par la lecture de Spinoza, il s'est consacré à la littérature. Alors qu'il était étudiant à Heidelberg il a produit une biographie de Frédéric le Grand sous le pseudonyme de « Theobald Chauber ». Une autre publication de jeunesse est intitulée Das Judentum und die neueste Litteratur [Judaïsme et littérature récente] (1836) et consistait en une série de nouvelles reprises de l'histoire juive. Dans le cadre de cette série de nouvelles, « Spinoza » (1837) et Dichter und Kaufmann [Poète et marchand] (1839), obtinrent un succès considérable. Son récit de la vie de Spinoza est si proche des faits qu'elle peut être lue avec autant d'intérêt en tant que nouvelle qu'en tant que biographie. En 1841, il entreprit la traduction d'une partie de l'œuvre de Spinoza. En 1842, il écrivit Der gebildete Bürger [le citoyen éduqué], qui s'efforce de populariser certains questionnements philosophiques.
Il connut une célébrité avérée à partir de 1843 au moment où il commença à s'occuper de la vie des gens ordinaires qui forment le sujet de ses nouvelles les plus connues. Il publia cette année-là Schwarzwälder Dorfgeschichten [Les récits de village de la Forêt-Noire] (1843), qui est devenu son premier grand succès, largement traduit en Europe et exprimant avec un réalisme sensible des souvenirs et des scènes de jeunesse. Dans ses livres plus tardifs, parmi lesquels Auf der Höhe [Sur les hauteurs] (1865) est sans doute le plus caractéristique et le plus connu, il pose un regard sans égal sur la vie des peuples de l'Allemagne du Sud et en particulier des paysans de la Forêt-Noire et des Alpes bavaroises. Son récit L'Edelweiss (1861) a contribué à la diffusion de la notoriété symbolique de la fleur, l'edelweiss, considérée depuis cette période en Suisse, en Autriche et dans le sud de l'Allemagne comme emblématique de leur région. « [Le] retentissement [de cet ouvrage] [...] fut à l'origine d'un culte qui s'est propagé jusque chez les populations alpines et [les] villes suisses. »
Les descriptions produites dans les ouvrages de Berthold Auerbach sont remarquables de fraîcheur réaliste et d'humour. En plus de ces qualités, ses dernières œuvres sont marquées par une grande subtilité dans la psychologie des personnages. « Sur les hauteurs » (trois volumes) a été publié à Stuttgart en 1861 et a été traduit en plusieurs langues.
Auerbach est décédé à Cannes peu avant son soixante-dixième anniversaire. Sa vie personnelle a été heureuse, bien que parfois ternie par la montée de l'antisémitisme allemand.

## Œuvre
Connaissant un très grand écho en Europe du vivant de son auteur et plusieurs décennies après son décès, l'œuvre d'Auerbach est tombée dans l'oubli en France, ses livres n'ayant pas été réédités en français depuis les années 1930. Des ouvrages traduits de l'époque sont cependant disponibles dans certaines bibliothèques universitaires.